# Sergio Toigo
Sergio Toigo (Feltre, 11 giugno 1924 – Torino, 9 ottobre 2015) è stato un ciclista su strada e ciclocrossista italiano.
Professionista dal 1949 al 1953, fu due volte campione italiano nel ciclocross.

## Carriera
Si trasferì con la famiglia a Torino nel 1936 e iniziò a lavorare come riparatore di pneumatici, studiando la sera; si avvicinò inoltre al ciclocross e in breve entrò nell'U.S. Ausonia, società torinese con sede in via Lagrange.
Nel 1949 i campionati italiani di ciclocross si tennero a Torino: Toigo vi partecipò e vinse, davanti a Loris Zanotti e Francesco Prina, e bissò il successo anche l'anno dopo a Varese, battendo nuovamente Zanotti e Luigi Malabrocca.
Si classificò terzo nel 1951 e secondo nel 1952, per poi ritirarsi negli anni successivi, ritornando alla sua attività di riparatore di pneumatici a Torino, dove ha vissuto fino alla morte, avvenuta nel 2015 all'età di 91 anni.

## Palmarès

### Ciclocross
- 1948-1949

Campionati italiani
- 1949-1950

Campionati italiani

## Piazzamenti

### Competizioni mondiali
- Campionati del mondo di ciclocross

Parigi 1950: 7º
Ginevra 1952: 5º